# Editorial Aranzadi (Thomson Reuters)
La editorial Thomson Reuters Aranzadi (también llamada Editorial Aranzadi-Thomson Reuters o simplemente Editorial Aranzadi o Aranzadi) es una empresa editorial española, parte de Thomson Reuters España. Tiene su sede central en Cizur Menor (Navarra).
Es la editorial líder en Derecho y Ciencias Sociales y Jurídicas en España. La empresa editorial forma parte de Thomson Reuters España, división española la compañía multinacional Thomson Reuters.
El nombre oficial de la editorial ha sido Editorial Aranzadi (1929-1999), Editorial Thomson Aranzadi (1999-2008) y Thomson Reuters Aranzadi (2008-presente) en la actualidad. 

## Historia de la editorial
La Editorial Aranzadi (Editorial Aranzadi, SA) fue creada en 1929 como empresa familiar, en Navarra (España), por el abogado y político español Manuel Aranzadi. Desde su creación se ha convertido en la editorial jurídica más importante de España, compañía española líder en publicaciones jurídicas.
En el año 1999, la Editorial Aranzadi fue adquirida por la multinacional The Thomson Corporation, que por aquel año facturaba 7.000 millones de pesetas (42 millones de euros).
En el año 2008, The Thomson Corporation compró la compañía Reuters dando lugar a la actual Thomson Reuters. Con ello la editorial española pasó a denominarse Editorial Thomson Reuters Aranzadi.
Según los ranking, entre ellos el ranking SPI (Scholarly Publishers Indicators) y el ranking del Consejo Superior de Investigaciones Científicas (CSIC), la editorial Thomson Reuters Aranzadi es la primera editorial líder en Derecho y Ciencias Sociales y Jurídicas en España y la tercera en Humanidades y Ciencia Sociales en general en España (después del Grupo Anaya).
Thomson Reuters Aranzadi tiene convenios de colaboración con instituciones legales como el Ilustre Colegio de Abogados de Madrid (ICAM), la Confederación Española de  Abogados Jóvenes (CEAJ) y otros.

## La Editorial Thomson Reuters-Aranzadi
La Editorial Thomson Reuters Aranzadi es una de las filiales de Thomson Reuters España, de la que también forman parte las empresas Jurisoft de Burgos, Lex Nova de Valladolid y Civitas de Madrid.
La Editorial Aranzadi-Thomson Reuters incluye sellos y marcas como Aranzadi Digital, Aranzadi One, Aranzadi Fusión, Legal One, HighQ, etc.
También están las revistas doctrinales Revista Aranzadi Doctrinal, Revista Española de Derecho Administrativo, Revista Unión Europea Aranzadi y otras.